# Acacia thomasii
Acacia thomasii é uma espécie de leguminosa do gênero Acacia, pertencente à família Fabaceae.